# 貓狗寵物街
- 關於2006年的改編動畫，請見「貓狗寵物街 (第三輯)」。
- 關於2020年的改編動畫，請見「淘氣貓2020：家有圓圓？！～我家的圓圓你知道嗎～」。

《淘氣貓 喵喵三丁目》（3丁目のタマ うちのタマ知りませんか?）或譯作《湯瑪與朋友們》，是日本一部以寵物為題材的電視動畫。

## 動畫及劇場版
Sony Creative Products的人氣文具品牌「Tama & Friends」的衍生作品。故事圍繞著一個住在三丁目的小男孩岡本武與他飼養的一隻花貓斑仔所發生的生活小趣事，以及斑仔與牠的朋友麼麼、波子等寵物每天的歷險故事。
在1983年，日本的廣大傳媒以一幅尋貓啟事來宣傳OVA。OVA版本只繪畫了動物的模樣，人物的樣子則不顯示出來。隨後為了慶祝OVA版十周年的播放紀念，劇場版在1993年8月14日於日本上映，其標題為，中文標題則為《小麼麼失蹤了》，其人物畫風有所改變，並增加了麼麼、愛美等人物。在1994年至1995年期間亦先後推出了RARE版和電視動畫版。
第1輯在1993年7月3日至8月28日期間於日本每日放送和東京放送播出，共9集。第1輯的第1集至第6集輯錄了的OVA版本，第7集至第9集則輯錄了RARE版本。而第2輯則在1994年4月3日至9月25日期間播出，共26集。此後故事設定和人物造型均沿用了RARE版本的設定。隨後香港無綫電視翡翠台亦於1997年至2002年期間播放了的電視動畫版、OVA版本和劇場版。
此外，Animax在2006年推出了的衍生作品《貓狗寵物街 (第三輯)》（タマ&フレンズ 探せ!魔法のプニプニストーン），角色沿用了斑仔、波子和小虎等動物，但造形和故事背景則有所變更，與原作沒有任何共通點。

## 主要角色

### 動物
圓圓（配音：笠原弘子；香港：黃鳳英；台灣：謝佼娟）
黃色耳朵，白色的貓，臉上有一塊黑色的圓圈，尾巴也是黑色的。富有正義感。與兄弟4隻一起在鄉下的奶奶家生的。生日是向日葵花開時的6月28日。
妙妙（香港：鄭麗麗）
亦稱作小桃，粉紅色耳朵的貓。家裡是咖啡廳。喜歡加了牛奶的紅茶和草莓蛋糕。
（配音：渡邊真砂子；香港：盧素娟；台灣：陶敏嫻）
一隻全白的狗，有著紅色項圈。在太熱的天氣太陽底下，就會變得很奇怪。'常常與貓咪們在一起。
小虎（配音：坂本千夏；香港：沈小蘭；台灣：朱憶華）
黃色耳朵，臉上有虎纹。個性有點衝，脾氣拗，常常會和ノラ吵架。喜歡吃鰹魚飯和螃蟹罐頭。
（配音：雨蘭咲木子（第1輯）、（第2輯）；香港：雷碧娜；台灣：馮美麗）
黑色的貓，嘴巴周圍、腳掌和尾巴末端是白色的。被新聞屋的河原先生所飼養。亦稱作阿貝。喜歡坐在腳踏車後面。
（配音：荒木香惠（第2輯）；香港：梁少霞；台灣：陶敏嫻）
粉紅色耳朵，臉上有點點。住在湯屋，桶谷小姐所飼養。
小黑（配音：（第1輯）、岩永哲哉（第2輯）；香港：郭志權；台灣：朱憶華）
黑色的狗，嘴巴周圍、腳掌和尾巴末端是白色的，有著灰褐色的項圈。住在三田先生家。
（配音：北島淳司（第2輯）；香港：袁淑珍；台灣：謝佼娟）
褐色的狗，耳朵及尾巴是黑色的，左眼也有黑色的圈圈。野田先生所飼養，家裡是家具店。曾住過大阪，講關西腔。
野貓（配音：勝田治美（第1輯）、津賀有子（第2輯）；香港：陳卓智；台灣：陳進益、謝佼娟）
住在公園旁邊的空地，黑白相間的貓。善良，時而冷漠，偶爾感覺孤單。亦稱作阿浪。與小虎一樣喜歡吃螃蟹罐頭。
（配音：荒川太郎；香港：招世亮；台灣：陳幼文）
家裡很富有的狗。喜歡妙妙，把圓圓給視為對手。

### 人物
小武（配音：村上忍（第1輯）、結城比呂（第2輯）；香港：陸惠玲；台灣：朱憶華）
斑仔的主人
惠美（配音：鮎原里繪（第1輯）、白鳥由里（第2輯）；香港：黃麗芳；台灣：馮美麗→陶敏嫻）
麼麼的主人

## 每集標題

### 第1輯
| 集數 | 日文標題           | 中文翻譯                 |
| ---- | ------------------ | ------------------------ |
| 1    |                    | 平安夜的奇遇（上、下集） |
| 2    |                    | 新年快樂                 |
| 2    | 岡仔的初夢         |                          |
| 3    |                    | 我最重要的東西           |
| 3    | 不可思議的朋友     |                          |
| 4    |                    | 尋貓啟事（上、下集）     |
| 5    |                    | 斑仔的小時候             |
| 5    | 斑仔與波子的大冒險 |                          |
| 6    |                    | 三丁目慶典               |
| 6    | 三丁目大運動會     |                          |
| 7    |                    | 斑仔的新朋友             |
| 7    | 波子會飛了?        |                          |
| 8    |                    | 發生什麼事，斑仔         |
| 8    | 斑仔，夢中的風船   |                          |
| 9    |                    | 斑仔奇遇記               |
| 9    | 野貓的生日         |                          |

### 第2輯
| 集數 | 日文標題             | 中文翻譯                 |
| ---- | -------------------- | ------------------------ |
| 1    |                      | 斑仔和他的朋友們         |
| 1    | 斑仔是新學生         |                          |
| 2    |                      | 你認識利比利比嗎?        |
| 2    | 我最喜歡的東西       |                          |
| 3    |                      | 王者波子的傳說           |
| 3    | 搶奪池塘裡的寶貝     |                          |
| 4    |                      | 追逐麼麼的鈴鐺           |
| 4    | 追雲去吧，小虎       |                          |
| 5    |                      | 五月的決戰               |
| 5    | 布魯哭的那一天       |                          |
| 6    |                      | 松屋澡堂之謎             |
| 6    | 被賣掉的英雄         |                          |
| 7    |                      | 點點的七個名字           |
| 7    | 攝影機拍到的鏡頭     |                          |
| 8    |                      | 三丁目迷宮               |
| 8    | 兩隻野貓             |                          |
| 9    |                      | 在百貨公司裡過夜         |
| 9    | 困惑的小黑           |                          |
| 10   |                      | 好多的貝貝               |
| 10   | 天才波子的傳說       |                          |
| 11   |                      | 我們當朋友吧             |
| 11   | 尾巴的聯想           |                          |
| 12   |                      | 鼓起勇氣來               |
| 12   | 歡迎岡仔的加入       |                          |
| 13   |                      | 貓的城堡（上、下集）     |
| 14   |                      | 微笑吧，鬱金香           |
| 14   | 我們的星星           |                          |
| 15   |                      | 用尾巴進球               |
| 15   | 我們是好朋友，貓之歌 |                          |
| 16   |                      | 是企鵝啦                 |
| 16   | 滑版遊戲             |                          |
| 17   |                      | 小黃的差事               |
| 17   | 祭典樂聲             |                          |
| 18   |                      | 蟹肉罐頭天堂（上、下集） |
| 19   |                      | 三丁目的末日             |
| 19   | 髒臉天使             |                          |
| 20   |                      | 醒來吧，項圈             |
| 20   | 惡魔波子的傳說       |                          |
| 21   |                      | 淘氣貓畫畫戰             |
| 21   | 吹笛人的笛聲         |                          |
| 22   |                      | 再見，機器貓圓圓 1       |
| 22   | 再見，機器貓圓圓 2   |                          |
| 23   |                      | 黑色閃電                 |
| 23   | 我們去遠足           |                          |
| 24   |                      | 布魯人生傳               |
| 24   | 了不起的蒙面俠布魯   |                          |
| 25   |                      | 說清楚嘛，斑仔           |
| 25   | 我們不是天使         |                          |
| 26   |                      | 貓船長斑仔               |

## 音樂

### 動畫版主題曲
- 第1輯


主唱：谷村有美，作詞：，作曲：谷村有美，編曲：西脇辰弥
- 第2輯


主唱：谷村有美，作詞、作曲：谷村有美，編曲：小林信吾

### 動畫版片尾曲
- 第1輯


主唱：笠原弘子，作詞：里乃塚玲央，作曲、編曲：都留敦博
- 第2輯


主唱：，作詞、作曲：，編曲：大村雅朗

### 劇場版
- 片尾曲


- 插曲


主唱：，作詞：，作曲、編曲：都留教博

## 電視節目的變遷
| 日本 每日放送、東京放送系 星期六18:00 | 日本 每日放送、東京放送系 星期六18:00        | 日本 每日放送、東京放送系 星期六18:00 |
| ------------------------------------- | -------------------------------------------- | ------------------------------------- |
|                                       | 貓狗寵物街（第1輯） （1993年7月－1993年8月） |                                       |
| 新伍のワガママ大百科                  | 為食龍少爺                                   |                                       |
| 日本 每日放送、東京放送系 星期日11:00 |                                              |                                       |
| 地球ZIG ZAG                           | 貓狗寵物街（第2輯） （1994年4月－1994年9月） | 超時空要塞7                           |

| 中視 星期三16:30-17:00節目 | 中視 星期三16:30-17:00節目             | 中視 星期三16:30-17:00節目 |
| -------------------------- | -------------------------------------- | -------------------------- |
|                            | 淘氣貓 （2000年2月2日～2000月7月26日） |                            |
| 待查                       | 待查                                   |                            |

## 外部連結
- Sony Music 貓狗寵物街日本官方網站 （页面存档备份，存于） （日語）
- 貓狗寵物街美國官方網站 （英文）

1. ↑  . tvcity.tvb.com. （原始内容存档于2010-02-26） （中文（香港））.